# Bertrand Poirot-Delpech
Pour les articles homonymes, voir Poirot-Delpech.
Bertrand Poirot-Delpech, né le 10 février 1929 à Paris et mort dans la même ville le 14 novembre 2006, est un journaliste, essayiste et romancier français.
Membre de l'Académie française de 1986 à sa mort, il a travaillé notamment pour le quotidien Le Monde.

## Biographie
Scout de France dans sa jeunesse, il fait ses premières armes de journaliste au quotidien Jamboree-France, publié pendant la durée du jamboree de la paix (rassemblement mondial des scouts) à Moisson en 1947. Il est élève au collège Stanislas puis au lycée Louis-le-Grand.
Il entre au Monde en 1951. Il est successivement chroniqueur judiciaire, chroniqueur théâtral et feuilletoniste pour le supplément Le Monde des livres où il succède à Pierre-Henri Simon. Le 10 avril 1986, Bertrand Poirot-Delpech est élu à l'Académie française au fauteuil de Jacques de Lacretelle. Il y est reçu le 29 janvier 1987 par Alain Decaux.
Passionné de voile et propriétaire d'un bateau, il aimait notamment naviguer à partir du port de Granville (dans la Manche) son port d'attache, autour de l'archipel de Chausey. Il meurt des suites d'une longue maladie, le 14 novembre 2006, à son domicile, entouré de sa famille.
Marié à Bénita Jordan, fille de Maurice Jordan, divorcée de Jérôme Peignot, il est le père de trois enfants. Une de ses filles est l'écrivaine Julie Wolkenstein (née Poirot-Delpech) son autre fille est Marie Poirot-Delpech et son fils est le directeur de la photographie Matthieu Poirot-Delpech.
Il est ensuite marié (1979-1983) avec Claire Brétecher, autrice et dessinatrice de bande dessinée.
Il est évoqué dans le 130e des 480 souvenirs cités par Georges Perec dans Je me souviens.
Il est enterré au cimetière des Longs Réages à Meudon.

## Œuvres
- 1957 : Portés disparus sous le pseudonyme de Bertrand Mézières, Editions Alsatia, collection Signe de Piste (SDP 99) - illustrations de Pierre Joubert et préface de Alain Bombard[6]
- 1958 : Le Grand Dadais (Prix Interallié)
- 1960 : La Grasse Matinée
- 1962 : L’Envers de l’eau
- 1966 : Au soir le soir
- 1969 : Finie la comédie
- 1970 : La Folle de Lituanie (Grand prix du roman de l'Académie française)
- 1976: Les Grands de ce monde
- 1976 : La Légende du siècle
- 1979 : Saïd et moi
- 1980 : Marie Duplessis
- 1981 : Feuilletons
- 1982 : Le Couloir du dancing
- 1984 : L'Été 36
- 1986 : Bonjour Sagan
- 1987 : Monsieur Barbie n’a rien à dire
- 1989 : Le Golfe de Gascogne
- 1989 : Traversées
- 1994 : L’Amour de l’humanité
- 1995 : Diagonales
- 1997 : L’Alerte, théâtre
- 1998 : Théâtre d’ombres, journal
- 1998 : Papon : un crime de bureau
- 1999 : Monsieur le Prince
- 2001 : J'écris Paludes
- 2002 : J'ai pas pleuré (avec Ida Grinspan)

## Décorations
- Commandeur de la Légion d'honneur
- Commandeur de l'ordre national du Mérite
- Officier de l'ordre des Arts et des Lettres